# .am

.am은 아르메니아의 인터넷 국가 코드 최상위 도메인이다.

## 규제
등록은 인터넷 협회의 지역 모임인 ISOC-AM에서 할 수 있다.
규제에 대한 내용은 다음과 같다.
1. .com.am, .net.am, .org.am과 같은 보유 이름을 제외하고 세계 어느 누구나 .am 도메인을 일정한 비용을 내고 등록할 수 있다.
2. 각 도메인 이름은 점검을 받는다. 보통 2~3일 정도 작업 시간이 걸린다.
3. 종교적 이유로, 아르메니아의 법은 외설 사이트를 도메인 이름으로 사용하는 것을 금지하고 있다.
4. AM-NIC는 국제 DNS 시스템에서 IPv6 주소 호환으로 넘어가고 있다.
5. 유니코드 호환 이름은 IPv6 문제가 해결될 때까지 AM-NIC에 등록되지 않는다.

## 도메인 이름 핵으로 사용되는 AM
이 도메인 이름은 AM 라디오의 잔재 때문에 인기리에 쓰이고 있다. 도메인 이름에서 이러한 최상위 도메인의 특이한 사용을 도메인 핵이라고 한다.
해킹된 도메인 이름 i.am이 호스팅 서비스에서 인기리에 쓰이고 있지만 현재 서드파티 등록 업체가 소유하고 있다.